# Luxembourg au Concours Eurovision de la chanson 1975
Le Luxembourg a participé au Concours Eurovision de la chanson 1975 à La Haye, aux Pays-Bas. C'est la 19e participation luxembourgeoise au Concours Eurovision de la chanson.
Le pays est représenté par la chanteuse Géraldine et la chanson Toi, sélectionnées en interne par Télé Luxembourg.

## Sélection
Le radiodiffuseur luxembourgeois, Télé Luxembourg (RTL), choisit l'artiste et la chanson en interne pour représenter le Luxembourg au Concours Eurovision de la chanson 1975.
Lors de cette sélection, c'est Geraldine Branagan, sous le nom de Géraldine, avec la chanson Toi, écrite par Pierre Cour et écrite et composée par Bill Martin (en) et Phil Coulter, qui furent choisies.

## À l'Eurovision

### Points attribués par le Luxembourg
| 12 points | Royaume-Uni |
| 10 points | Pays-Bas    |
| 8 points  | Allemagne   |
| 7 points  | Suède       |
| 6 points  | Finlande    |
| 5 points  | Malte       |
| 4 points  | Monaco      |
| 3 points  | Italie      |
| 2 points  | Suisse      |
| 1 point   | Israël      |

### Points attribués au Luxembourg
| 12 points                    | 10 points          | 8 points               | 7 points      | 6 points           |
| ---------------------------- | ------------------ | ---------------------- | ------------- | ------------------ |
| - Pays-Bas                   | - Irlande - Italie | - Portugal             | - Yougoslavie | - Espagne - Israël |
| 5 points                     | 4 points           | 3 points               | 2 points      | 1 point            |
| - Finlande - Malte - Turquie | - Suède            | - France - Royaume-Uni |               |                    |

Géraldine interprète Toi en 5e position, après l'Allemagne et avant la Norvège. Au terme du vote final, le Luxembourg termine 5e sur 19 pays avec 84 points.